# ميغيل ديسكوتو بروكمان
ميغيل ديسكوتو بروكمان (بالإسبانية: Miguel d’Escoto Brockmann)‏ (ولد في 5 فبراير 1933 - 8 يونيو 2017) هو سياسي ودبلوماسي وكهنوت من دولة نيكاراغوا ورئيس الجمعية العامة للأمم المتحدة في دورتها 63 من سبتمبر من العام 2008 حتى سبتمبر من العام 2009.

## روابط خارجية
- ميغيل ديسكوتو بروكمان على موقع مونزينجر (الألمانية)